# Przybyszyce
Przybyszyce – wieś w Polsce położona w województwie łódzkim, w powiecie brzezińskim, w gminie Jeżów. Wieś połączona jest z Jeżowem i Modłą utwardzoną drogą asfaltową. Wieś przecina nieutwardzony szlak pomiędzy Białyninem a Mikulinem.
Posiada remizę OSP powstałą przy znacznym udziale Tomasza Jaskuły, który w latach 70' za niewielką opłatą przeznaczył teren pod budowę remizy w centrum wsi tuż obok szlaku Białynin – Mikulin.
Jednostka OSP Przybyszyce należy do systemu KSRG.
W latach 1975–1998 miejscowość administracyjnie należała do województwa skierniewickiego.

## Urodzeni w Przybyszycach
- Józef Rzodkiewicz – polski szlachcic uczestnik insurekcji kościuszkowskiej, pułkownik wojsk Księstwa Warszawskiego i Królestwa Polskiego.
- Waleria Rostkowska – śpiewaczka operowa i aktorka.
- Bolesław Panek – rolnik, oskarżony o zamach na Bolesława Ściborka.